# BMW E23
BMW E23 — автомобільна платформа, на якій базується перше покоління автомобілів BMW 7 Серії. Першою моделлю була представлена 730, випущена в жовтні 1976. Прийшовши на зміну великим седанам BMW E3, платформа E23 випускалася протягом десяти років з 1976 по 1986 і була замінена BMW E32 7-Серії у 1987.
У цій серії випускалися такі моделі: 725i, 728, 728i, 730, 730i, 732i, 733i, 735i, 745i (turbo), 745i (South Africa) та L7.

## Дизайн та Особливості

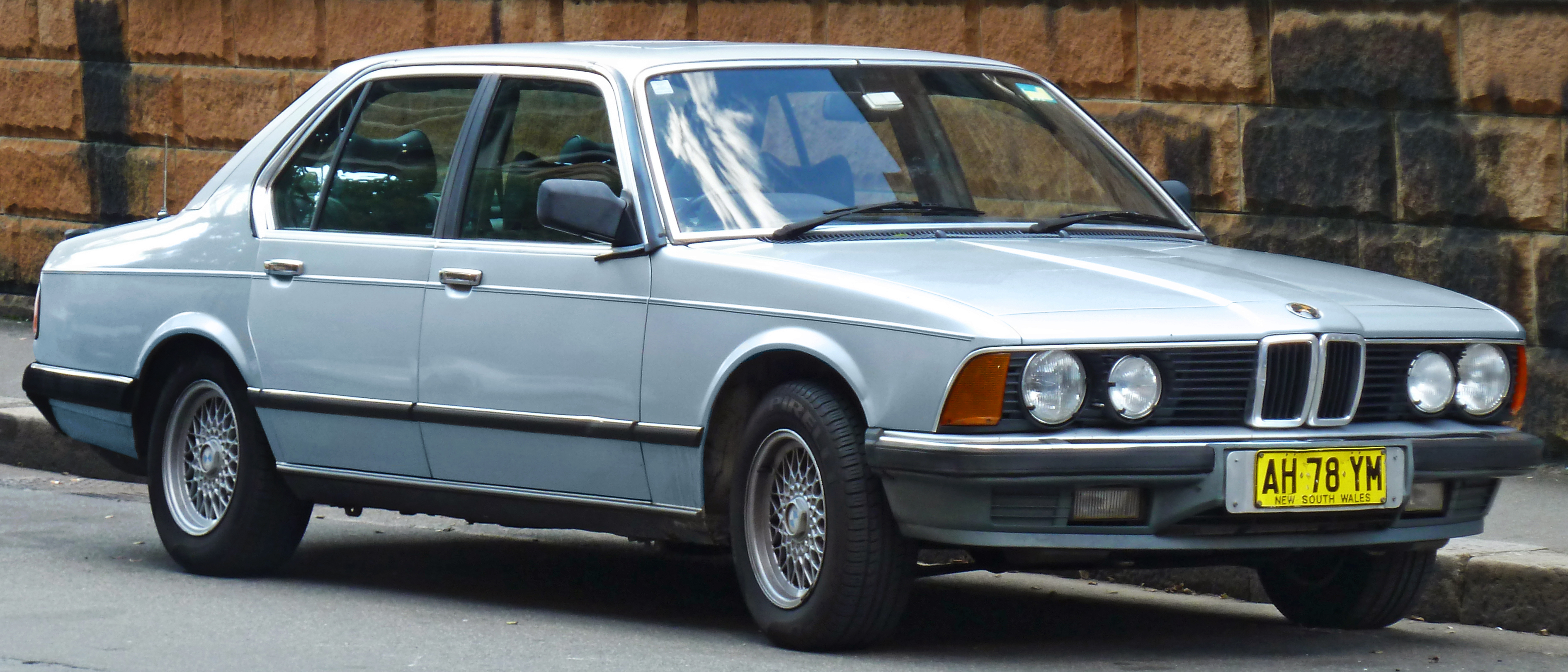
BMW 735i (1983 — 1986)

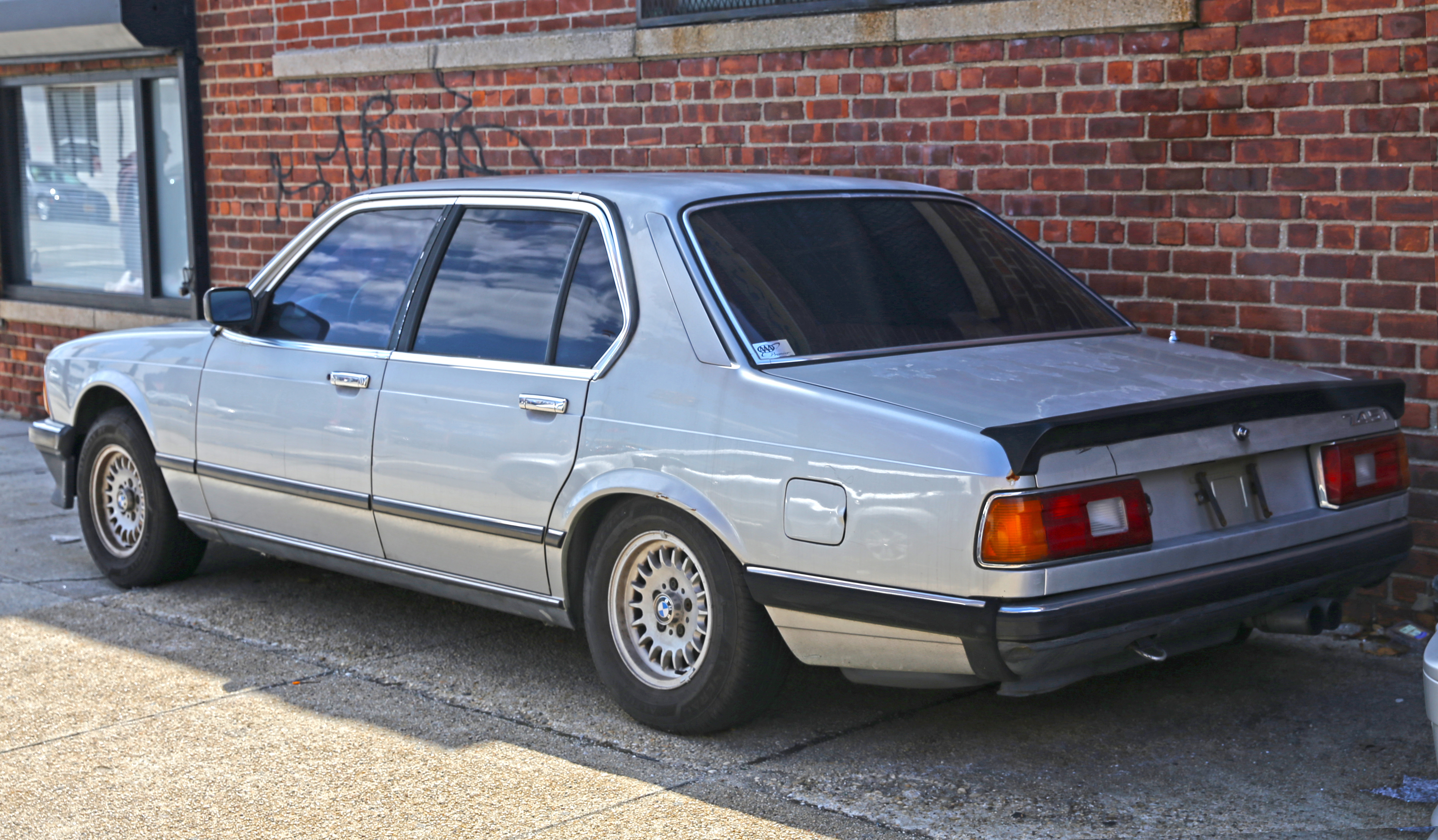
BMW 728i

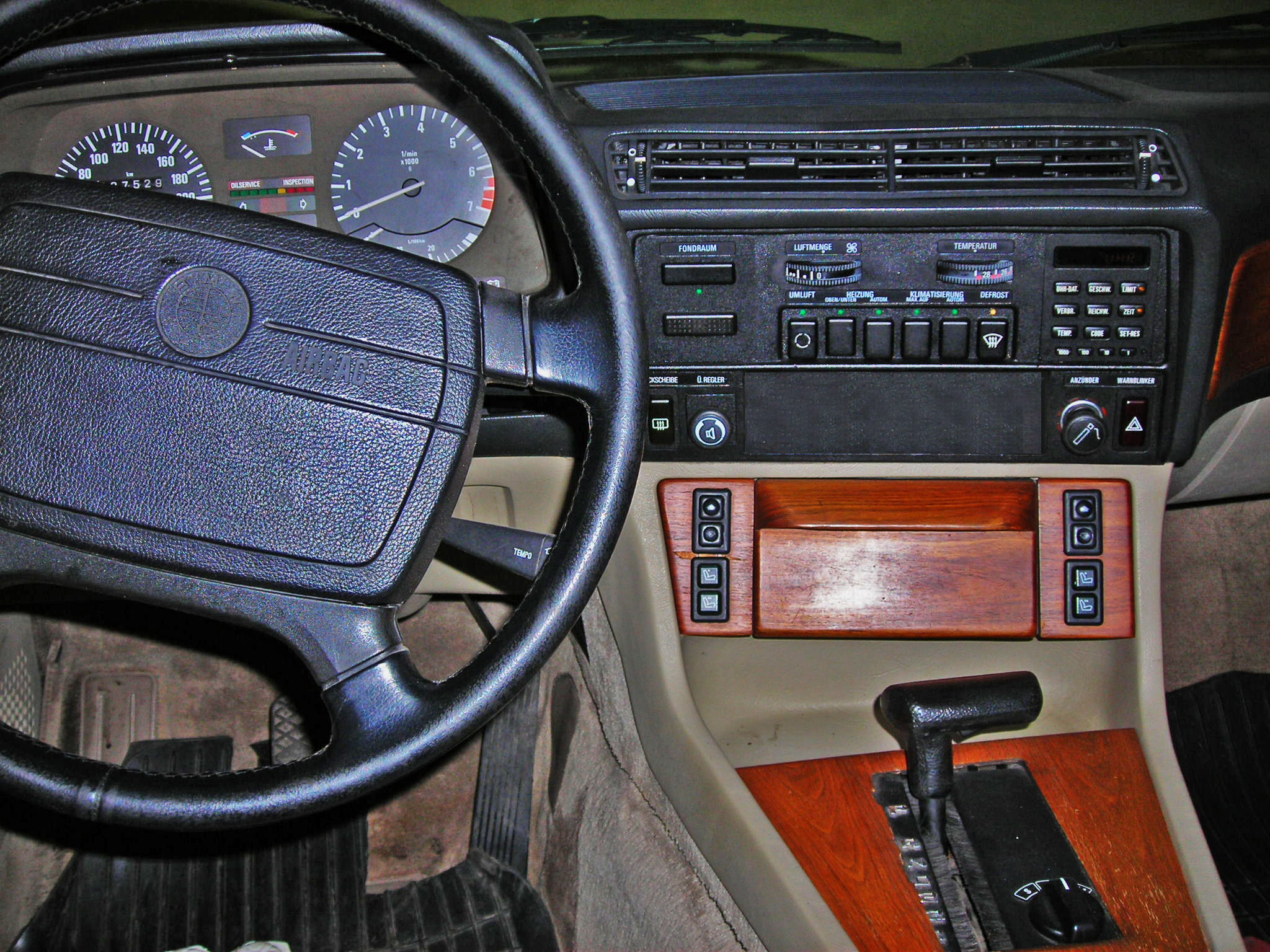
Салон

Усі моделі E23 7-Серії (за виключенням 745i) були оснащені 12-клапанним 6-циліндровим двигуном M30, який використовувався в старіших версіях E3 та E9. Майже всі двигуни для E23 були інжекторними, дві моделі (728 та 730) оснащувалися чотирикамерним карбюратором Solex до 1979 року, після чого вони були замінені на інжекторну модель 728i. Ранні інжекторні моделі використовували систему Bosch L-jetronic, а пізніші моделі використовували досконалішу цифрову систему Bosch Motronic.
Автомобілі E23 7-Серії були дуже передовими та незвичайними для свого часу. Це були перші BMW, оснащені індикатором сервісних інтервалів, напис 'check control' попереджав водія про несправності різних систем. Також машини були обладнані комплексним клімат-контролем. Бортові комп’ютери та антиблокувальна система (ABS) були опціями на ранніх моделях, але пізніше увійшли до стандартного оснащення. У різноманітні опції входили шкіряна оббивка, кілька видів дерев’яної обробки, електросидіння, підігрів сидінь та електросклопідйомники і електродзеркала. Пізні моделі оснащувалися повітряною подушкою для водія. Були доступні 4-швидкісні та 5-швидкісні ручні коробки передач (у залежності від року) та автоматична трансмісія.
У 1983 відбувся невеликий рестайлінг «носа» машини, зокрема решітки радіатора. Також була покращена панель приладів. У 1984 році в США з’явилася опційна 4-швидкісна автоматична трансмісія (замінила попередню 3-швидкісну), пластикові деталі обробки замінено на дерев’яні, сидіння з електричним керуванням та збільшена гума Michelin TRX зі спеціальними дисками TRX (пізніше в стандарті на всіх моделях 1985-1986 735i/L7) на моделях із 5-швидкісною ручною коробкою передач.

## Спеціальні моделі
BMW 745i була спеціальною висококласною моделлю, що була доступна в європейських країнах із лівостороннім кермом у період з 1979 по 1986. Спочатку вона оснащувалася спеціально підготовленим шестициліндровим двигуном 3.2L type-M30 та турбонаддувом. У 1984 році об'єм двигуна збільшився до 3,5 літрів. Усі такі моделі оснащувалися автоматичною трансмісією та, на замовлення, різними екзотичними опціями, такими як передні та задні сидіння з електричним регулюванням і підігрівом, спеціальною шкіряною та дерев'яною обробкою.
Інший різновид 745i будувався для продажу в Південній Африці, через те що турбіна, яка була особливістю європейських моделей, не могла бути встановлена на машинах із правим кермом. Ця модель оснащувалася 286-сильним 24-клапанним двигуном M88 Motorsport (із системою впорску палива Bosch ML-Jetronic), що використовувався в моделях M1, M635i та M5. У період з 1984 по 1986 було побудовано 192 таких автомобілі, що оснащувалися автоматичною або 5-швидкісною «спортивною» трансмісією.

## Американські моделі
В Америці були доступними лише такі моделі, як 733i, 735i та L7. Як завжди, BMW продавала в американських салонах повністю «нафаршировані» версії зі шкіряною оббивкою, дерев'яними вставками, електросклопідйомниками, електролюком та іншими опціями. Ці машини оснащувалися збільшеними бамперами (для узгодження з Федеральними стандартами), менш потужними передніми фарами та різними видами випускних систем, які не продавалися в Європі. Американські версії були менш потужними через зменшену ступінь стиснення в циліндрах. Деякі опції, як, наприклад, ABS, спочатку з'явилися в Америці і лише через деякий час в Європі. Багато моделей 745i потрапили в Америку через «сірих» дилерів у середині 1980-х.
Модель L7 була розкішнішою версією 735i лише для продажу в Америці. Вона мала спеціальну шкіряну оббивку передньої панелі та дверей та різні опції в стандарті. Всі моделі L7 оснащувалися автоматичними трансмісіями.

## Технічні характеристики
| Модель             | Об’єм    | Потужність         | Момент                | Стиснення | Макс. швидкість | 0-100 км/год |
| BMW 725i 1979-1986 | 2494 см³ | 110 кВт (150 к.с.) | 215 Нм при 4000 об/хв | 9,6:1     | ----- км/год    | ----- сек    |
| BMW 728 1977-1979  | 2788 см³ | 125 кВт (170 к.с.) | 238 Нм при 4000 об/хв | 9,0:1     | 192 км/год      | 10,0 сек     |
| BMW 728i 1979-1986 | 2788 см³ | 135 кВт (184 к.с.) | 240 Нм при 4200 об/хв | 9,3:1     | 201 км/год      | 9,5 сек      |
| BMW 730 1976-1979  | 2985 см³ | 135 кВт (184 к.с.) | 260 Нм при 3500 об/хв | 9,0:1     | 200 км/год      | 9,5 сек      |
| BMW 732i 1979-1986 | 3210 см³ | 145 кВт (197 к.с.) | 285 Нм при 4300 об/хв | 10,0:1    | 208 км/год      | 8,6 сек      |
| BMW 733i 1977-1979 | 3205 см³ | 145 кВт (197 к.с.) | 280 Нм при 4300 об/хв | 9,0:1     | 212 км/год      | 9,0 сек      |
| BMW 735i 1979-1986 | 3430 см³ | 160 кВт (218 к.с.) | 310 Нм при 4000 об/хв | 10,0:1    | 217 км/год      | 7,9 сек      |
| BMW 745i 1980-1983 | 3210 см³ | 185 кВт (252 к.с.) | 388 Нм при 2600 об/хв | 7,0:1     | 222 км/год      | 7,8 сек      |
| BMW 745i 1983-1986 | 3430 см³ | 185 кВт (252 к.с.) | 380 Нм при 2200 об/хв | 8,0:1     | 227 км/год      | 7,9 сек      |